# 八王子市立由井第一小学校
八王子市立由井第一小学校（はちおうじしりつ ゆいだいいちしょうがっこう）は、東京都八王子市打越町にある市立小学校。打越中学校に隣接しする。（日本語学級開設校）

## 概要
八王子市打越町にある150年以上の歴史をもつ小学校である。

### 日本語国際学級
義務教育ではないが、外国籍の者が日本の小学校に通学するための学級がある。日本の学校で勉強を望むものの日本語が母国語でない・日本語が十分に理解できず、意思の疎通ができない・学習内容が理解できない等の生徒を対象にしている。速やかな日本語の習得を促し、楽しく充実した学校生活を送れるよう支援することを目的としている。
八王子市全域の通級で、在籍校に籍を置いたまま、週に2日、1日2時間の合計4時間を限度に通う形態である。通学区域にある指定学校が、日本語が十分に理解できないという理由で生徒を受け入れない場合は、教育委員会に申し出て、本学に変更する場合もある。

## 沿革
- 1873年（明治6年）5月25日 - 北野学舎として天満社境内に創設される
- 1875年（明治8年）4月 - 北野学校と改称
- 1877年（明治10年）10月 - 北野村310番地から309番地に移転。
- 1886年（明治19年）4月 - 北野尋常小学校と改称。
- 1901年（明治36年）8月 - 第一由井尋常小学校と改称。
- 1917年（大正6年）9月 - 現在地の北野284番地に移転。校章制定
- 1918年（大正7年）5月 - 校舎完成。
- 1932年（昭和7年）2月 - 校舎が失火により焼失。9月から新校舎で授業を開始する。
- 1941年（昭和16年）4月 - 国民学校令により、北野国民学校と改称。敷地から北野石器時代住居跡（市指定文化財）が発見される[3]。
- 1947年（昭和22年）4月 - 由木村立由井第一小学校と改称[4]。
- 1956年（昭和30年）4月 - 八王子市と合併したことにより八王子市立由井第一小学校となる[4]。
- 1961年（昭和36年） - 校歌制定[4]。
- 1969年（昭和44年） - 給食研究優良校受賞[5]。
- 1973年（昭和48年） - 創立100周年式典。
- 1981年（昭和56年）- 北野土地区画整理事業の完了により[6]地番が打越町348-1に変更される。
- 1997年（平成9年） - 郵政省簡保作文コンクール学校賞受賞。
- 2004年（平成16年） - 創立130周年記念植樹。
- 2012年     (平成24年)  - 創立140周年記念式典

## 学校行事
| - 4月 入学式・対面式 - 5月 - 6月 清水移動教室 | - 7月 日光林間教室 - 8月 - 9月 | - 10月 運動会 - 11月 音楽会 - 12月 由井一happyフェスティバル | - 1月 - 2月 研究発表会 - 3月 卒業式 |

## 進学先中学校
- 八王子市立打越中学校

## 著名な出身者
- 矢島輝一 - サッカー選手
- ROLAND

## 交通
- 京王電鉄京王線北野駅北口から徒歩5分。[1]